# Рахиль (Микеланджело)
                      Чтоб всякий ведал, как я названа,

                      Я - Лия, и, прекрасными руками

                      Плетя венок, я здесь брожу одна.

                      Для зеркала я уберусь цветами;

                      Сестра моя Рахиль с его стекла

                      Не сводит глаз и недвижима днями.

                      Ей красота её очей мила,

                      Как мне - сплетенный мной убор цветочный;

                      Ей любо созерцанье, мне - дела
Рахиль (итал. Rachele) — мраморная скульптура Рахили, второй жены Иакова, младшей сестры Лии, созданная Микеланджело для гробницы папы Юлия II около 1542 г. «Рахиль» размещена в нише справа от «Моисея».

## Описание
По Уильяму Уоллесу, Рахиль «стремится к небу». Лицо её обращено вверх, а руки молитвенно сложены. Левое колено опирается на ступеньку. Тело Рахили изогнуто S-образно, как и у Умирающего раба, который первоначально предназначался для гробницы. Эрик Шильяно отмечает, что Рахиль «… столь же забылась в своем экстазе, как и Умирающий раб, которого она заменила…».
В Библии сестры Рахиль и Лия противопоставляются друг другу, что дает возможность расценивать их как аллегорические фигуры:
Лия была слаба глазами, а Рахиль была красива станом и красива лицем Быт. 29:17
Рахиль символизирует собой «жизнь созерцательную» (лат. Vita contemplativa), поскольку именно так её изобразил Данте. Прототипами Рахили и её старшей сестры Лии, очевидно, являются «активный» Джулиано и «созерцательный» Лоренцо Медичи.

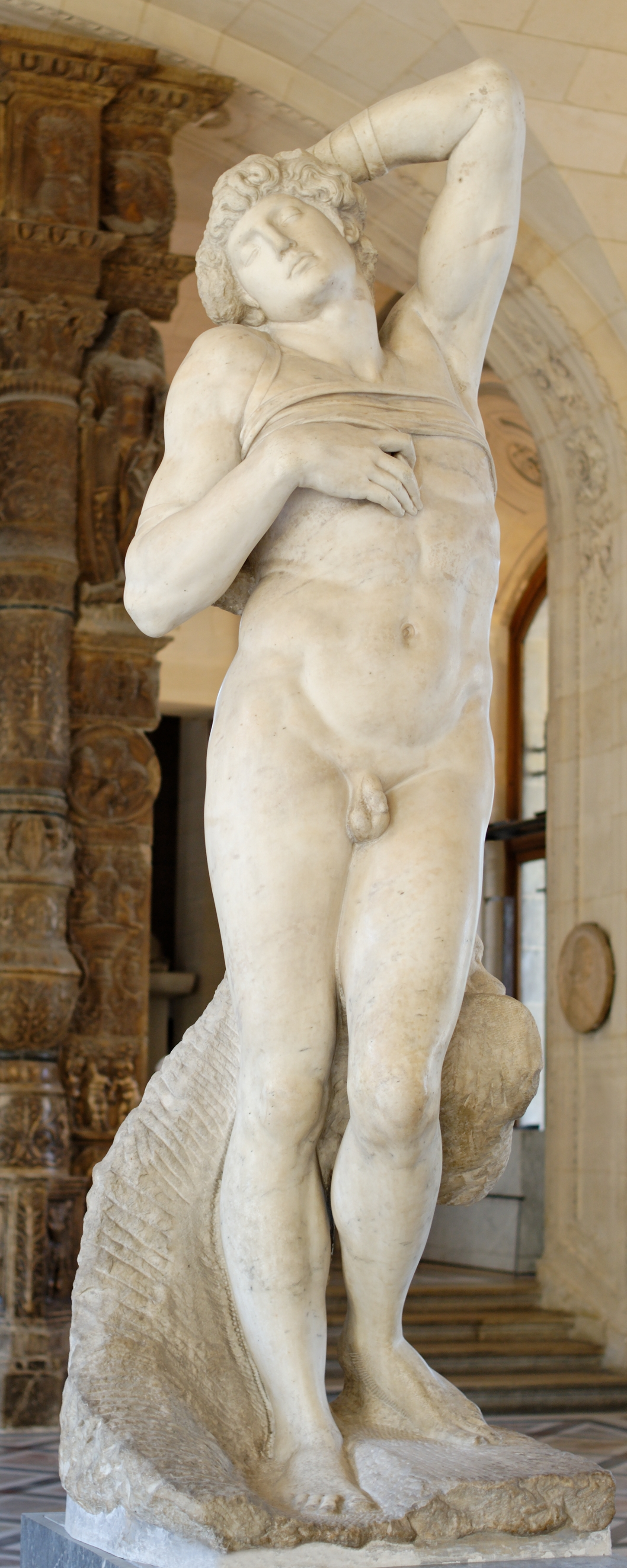
Умирающий раб, скульптура Микеланджело

## Авторство
По Вазари, статую сделал сам Микеланджело, менее чем за год. Фриц Эрпель и Уильям Уоллес тоже не сомневались в авторстве Микеланджело. Тем не менее, нетипичность скульптуры — полностью одетая женская фигура, изящная, спокойная, возвышенная — оставляют место для сомнений в бесспорном авторстве скульптора. По мнению Виктора Лазарева, большинство фигур гробницы папы Юлия II (среди них — и «Рахиль») полностью выполнены или завершены не самым Микеланджело, а его учениками[а].